# Arroyo de Mataojo
El arroyo de Mataojo es un curso de agua uruguayo que atraviesa el departamento de Maldonado, perteneciente a la cuenca del Plata.
Nace en la sierra de Carapé, desemboca en el Río de la Plata tras recorrer alrededor de 50 km.
- Datos: Q5706111